# Dusona fractocristata
Dusona fractocristata là một loài tò vò trong họ Ichneumonidae.